# District of Columbia War Memorial
O District of Columbia War Memorial (em português:  Distrito de Columbia War Memorial) homenageia os cidadãos do Distrito de Colúmbia que serviram na Primeira Guerra Mundial. O memorial fica no West Potomac Park, ligeiramente fora da Avenida Independência, em um pequeno bosque. Autorizado por um ato do Congresso em 7 de junho de 1924, os fundos para a construção do memorial foram fornecidos pelas contribuições de ambas as organizações e os cidadãos do Distrito. A construção do memorial começou na primavera de 1931, e foi dedicado à memória do Presidente Herbert Hoover em 11 de novembro de 1931 (Dia do Armistício). Foi o primeiro memorial de guerra a ser erguido no West Potomac Park, que faz parte do National Mall próximo ao Lincoln Memorial.
O memorial é administrado pelo National Park Service.